# 贝伦 (北莱茵-威斯特法伦州)
贝伦（德語：Beelen，發音：[ˈbeːlən]）是德国北莱茵-威斯特法伦州明斯特行政区瓦伦多夫县的市镇，面积31.35平方千米，2023年12月31日人口为6,217人。